# Forever (песня Мартина Гаррикса и Matisse & Sadko)
«Forever» — песня голландского музыкального продюсера Мартина Гаррикса и российского дуэта Matisse & Sadko. Она была 20 октября 2017 года выпущена лейблом STMPD RCRDS и эксклюзивно лицензирован Epic Amsterdam, подразделением Sony Music. Это четвёртое сотрудничество между Martin Garrix и Matisse & Sadko, после «Dragon», «Break Through the Silence» и «Together».

## Предыстория
Гаррикс и Matisse & Sadko выпустили песню 9 сентября 2017 года на шанхайском фестивале Ultra China, в сопровождении публикации 10-секундного фрагмента песни на Snapchat, который был записан во время выступления. Официальный тизер вышел на Twitter за два дня до выхода. Песня была выпущена через неделю после выхода песни «Boomerang», и за день до того, как Гаррикс узнал, сохранит ли он своё первое место в DJ Mag Top 100.

## Отзывы критиков
Команда Dancing Astronaut назвала песню мелодичным хаус-сотрудничетсвом. Они описали песню как «хорошо разносторонний фестивальный гимн, в комплекте с драматическим органом и мелодией, вызывающей ностальгию». Кэт Бейн из Billboard написала, что песня начинается с «сердечных аккордов на церковном органе» и «тяжёлых барабанов эхом в возвышающей гитаре». Так же она отметила, что безсловный вокал улучшает движущиеся вибрации. По данным редакции каталонского радио Flaix FM, заставка напоминает песню «Pizza», но они заметили, что «Pizza» имеет более мелодичное и эпическое начало. Тем не менее, они указали, что в этих двух песнях есть «обе темы, инструментальные с очень похожей музыкальной структурой», что очевидно для «жанра прогрессив-биг-рум».

## Музыкальный клип
Клип вышел в день выхода песни на YouTube-канале Гаррикса. Режиссёром, оператором и монтажёром выступил Дамиан Каршня, при поддержке Джориса Ховенберга и Миса Рузена. Съёмки проходили в Шотландии. В клипе показана дорожная поездка байкера Шака ван Хуфа. Он пересекает дороги вблизи гор и долин, как на обложке сингла, чтобы забыть о своём одиночестве.

## Чарты
| Чарт (2017–2018)                           | Высшая позиция |
| ------------------------------------------ | -------------- |
| Бельгия/Фландрия (Ultratip Bubbling Under) | 16             |
| Бельгия/Валлония (Ultratip Bubbling Under) | 27             |
| Бельгия/Фландрия (Ultratop Dance)          | 30             |
| Бельгия/Валлония (Ultratop Dance)          | 15             |
| Netherlands (Tipparade)                    | 11             |
| Netherlands (Dutch Dance Top 30)           | 17             |